# Pseudonitocris nigricollis
Pseudonitocris nigricollis – gatunek chrząszcza z rodziny kózkowatych i podrodziny zgrzypikowych. Jedyny przedstawiciel rodzaju Pseudonitocris.

## Zasięg występowania
Gatunek ten występuje w Kamerunie.